# Ronco all'Adige
Ronco all'Adige é uma comuna italiana da região do Vêneto, província de Verona, com cerca de 5.683 habitantes. Estende-se por uma área de 42,57 km², tendo uma densidade populacional de 135 hab/km². Faz fronteira com Albaredo d'Adige, Belfiore, Isola Rizza, Oppeano, Palù, Roverchiara, Zevio.

## Demografia
| Variação demográfica do município entre 1861 e 2011                               |
|                                                                                   |
| Fonte: Istituto Nazionale di Statistica (ISTAT) - Elaboração gráfica da Wikipedia |